# 西柳町
- 日本 > 愛知県 > 名古屋市 > 中村区 > 西柳町
- 日本 > 愛知県 > 名古屋市 > 中区 > 西柳町

西柳町（にしやなぎまち）は、愛知県名古屋市中村区・中区の地名。

## 歴史

### 町名の由来
当地を通過し、名古屋市街と烏森を結ぶ柳街道に由来する。

### 沿革
- 1878年（明治11年）12月28日 - 愛知郡広井村の一部により、名古屋区西柳町として成立[1]。
- 1889年（明治22年）
  - 7月1日 - 広井村の一部を編入する[1]。
  - 10月1日 - 名古屋市成立に伴い、同市西柳町となる[1]。
- 1908年（明治41年）4月1日 - 西区成立に伴い、同区西柳町となる[1]。
- 1912年（大正元年）11月29日 - 三重鉄工所および中央興業株式会社の合併により、株式会社中央鉄工所が設立される[5]。
- 1937年（昭和12年）10月1日 - 一部が中区西柳町となる[1]。
- 1938年（昭和13年）9月1日 - 中区西柳町の全域が広小路西通に編入され、消滅[1]。
- 1944年（昭和19年）2月11日 - 中村区成立に伴い、同区西柳町となる[1]。
- 1981年（昭和56年）6月7日 - 名駅南一丁目および名駅四丁目に編入され、廃止[1]。

## 施設
- 名古屋鉄道一宮線柳橋駅
- 柳橋中央市場